# Бінокулярний зір
Бінокулярний зір — це зір двома очима, при якому в мозку зображення зливається в єдиний образ. Завдяки бінокулярному зору можна визначати відстань до предмета, взаємне розташування предметів.
У немовлят немає злагоджених рухів очей, вони з'являються лише через 2-3 тижні, і бінокулярного зору ще немає. Бінокулярний зір вважають сформованим до 3-4 років, а остаточно він встановлюється до 6-7 років. Таким чином, дошкільний вік найнебезпечніший для розвитку порушень бінокулярного зору (формування косоокості).
Бінокулярним зором володіють деякі представники ряду совоподібних та надряду сипухових. Цей зір птахи застосовують при баченні далеких предметів. Частіше це зір двома очима. Зображення предмету надходить до мокулярної області зорового апарату птаха. Підлітки віком від 12 років можуть мати міопію при бінокулярному характері зору. Це зумовлюється психологічними факторами.